# Pamea
Pamea is een geslacht van vlinders van de familie Mimallonidae.

## Soorten
- P. albistriga Walker, 1855
- P. dotta Schaus, 1928
- P. nana (Herrich-Schäffer, 1856)
- P. ostia (Druce, 1898)
- P. perostia Schaus, 1928